# Marosszentkirály
Marosszentkirály (románul Sâncraiu de Mureș, németül Königsdorf, Weichseldorf) falu Romániában, Maros megyében, Marosszentkirály község központja.

## Fekvése
A falu a Maros jobb partján, Marosvásárhelytől nyugatra 5 km-re fekszik Hídvéggel, Egerszeggel és Náznánfalvával összenőve. A község a Marosvásárhely Metropoliszövezethez tartozik.

## Története
1332-ben Sancto Rege néven említik először, majd 1339-ben Zentkiral néven szerepel.  Már a középkorban jelentős település, melynek két egyháza a Szent István plébániatemplom és az 1350-ben felszentelt a klastrom-tetői kerekdombon állott Boldogságos Szűzről elnevezett kolostortemplom. A falu régi neve Székelyháza, majd Hosszúfalu volt.
Református temploma a 12. század végén épülhetett és 1239-ben már bizonyosan állott. 1900-ban hajóját és szentélyét lebontották és újjáépítették, tornya azonban az eredeti maradt. A pálos kolostort a falu melletti Klastrom-tetőn 1350-ben építették. 1370-ben telepedtek meg itt a pálosok. 1526 után leégett köveit a marosvásárhelyi várhoz használták fel. Orbán Balázs még látta alapfalait, 1864-ben azonban a kripta boltozatának köveit is kiszedték.
A trianoni békeszerződésig Maros-Torda vármegye Marosi alsó járásához tartozott.

## Népessége
1910-ben 986 lakosából 534 magyar, 357 román volt.
1992-ben 4089 lakosából 2050 magyar, 1844 román, 201 cigány volt.

## Híres emberek
- Itt született 1905-ben Dabóczi Mihály szobrászművész.